# Communauté de communes Entre Beauce et Perche
Die Communauté de communes Entre Beauce et Perche (offizielle Schreibweise: Communauté de communes entre Beauce et Perche) ist ein französischer Gemeindeverband mit der Rechtsform einer Communauté de communes im Département Eure-et-Loir in der Region Centre-Val de Loire. Der Gemeindeverband wurde am 1. Januar 2016 gegründet und besteht aus 33 Gemeinden. Der Verwaltungssitz befindet sich im Ort Illiers-Combray.

## Historische Entwicklung
Der Gemeindeverband entstand mit Wirkung vom 1. Januar 2016 durch Fusion der Vorgängerorganisationen Communauté de communes du Pays de Combray und Communauté de communes du Pays Courvillois.
Per 1. Januar 2017 traten die Gemeinden Mottereau und Montigny-le-Chatif von der aufgelösten Communauté de communes du Perche Gouët dem hiesigen Verband bei.
Mit Wirkung vom 1. Januar 2018 verließen die Gemeinden Ermenonville-la-Grande und Sandarville den hiesigen Verband und wechselten zur Communauté d’agglomération Chartres Métropole.

## Mitgliedsgemeinden
| Gemeinde                                      | Einwohner 1. Januar 2022 | Fläche km² | Dichte Einw./km² | Code INSEE | Postleitzahl |
| --------------------------------------------- | ------------------------ | ---------- | ---------------- | ---------- | ------------ |
| Bailleau-le-Pin                               | 1.645                    | 16,54      | 99               | 28021      | 28120        |
| Billancelles                                  | 314                      | 11,95      | 26               | 28040      | 28190        |
| Blandainville                                 | 282                      | 13,68      | 21               | 28041      | 28120        |
| Cernay                                        | 83                       | 7,89       | 11               | 28067      | 28120        |
| Charonville                                   | 298                      | 9,66       | 31               | 28081      | 28120        |
| Chuisnes                                      | 1.123                    | 22,98      | 49               | 28099      | 28190        |
| Courville-sur-Eure                            | 2.802                    | 11,13      | 252              | 28116      | 28190        |
| Épeautrolles                                  | 169                      | 9,31       | 18               | 28139      | 28120        |
| Ermenonville-la-Petite                        | 189                      | 5,12       | 37               | 28142      | 28120        |
| Fontaine-la-Guyon                             | 1.675                    | 14,59      | 115              | 28154      | 28190        |
| Friaize                                       | 261                      | 10,53      | 25               | 28166      | 28240        |
| Fruncé                                        | 378                      | 16,97      | 22               | 28167      | 28190        |
| Illiers-Combray                               | 3.228                    | 33,6       | 96               | 28196      | 28120        |
| Landelles                                     | 631                      | 10,35      | 61               | 28203      | 28190        |
| Le Favril                                     | 365                      | 23,8       | 15               | 28148      | 28190        |
| Le Thieulin                                   | 427                      | 11,71      | 36               | 28385      | 28240        |
| Les Châtelliers-Notre-Dame                    | 149                      | 10,87      | 14               | 28091      | 28120        |
| Luplanté                                      | 387                      | 16,65      | 23               | 28222      | 28360        |
| Magny                                         | 652                      | 13,03      | 50               | 28225      | 28120        |
| Marchéville                                   | 506                      | 12,38      | 41               | 28234      | 28120        |
| Méréglise                                     | 106                      | 4,41       | 24               | 28242      | 28120        |
| Montigny-le-Chartif                           | 590                      | 25,96      | 23               | 28261      | 28120        |
| Mottereau                                     | 152                      | 8,79       | 17               | 28272      | 28160        |
| Orrouer                                       | 282                      | 13,25      | 21               | 28290      | 28190        |
| Pontgouin                                     | 1.117                    | 25,16      | 44               | 28302      | 28190        |
| Saint-Arnoult-des-Bois                        | 895                      | 20,67      | 43               | 28324      | 28190        |
| Saint-Avit-les-Guespières                     | 347                      | 12,64      | 27               | 28326      | 28120        |
| Saint-Denis-des-Puits                         | 150                      | 13,53      | 11               | 28333      | 28240        |
| Saint-Éman                                    | 94                       | 4,6        | 20               | 28336      | 28120        |
| Saint-Germain-le-Gaillard                     | 372                      | 8,13       | 46               | 28339      | 28190        |
| Saint-Luperce                                 | 994                      | 14,35      | 69               | 28350      | 28190        |
| Vieuvicq                                      | 445                      | 15,62      | 28               | 28409      | 28120        |
| Villebon                                      | 56                       | 2,16       | 26               | 28414      | 28190        |
| Communauté de communes Entre Beauce et Perche | 21.164                   | 452,01     | 47               | –          | –            |